# Primer ministro de Albania
El primer ministro de Albania (en albanés: Kryeministri, Kryetari i Këshillit të Ministrave) es el jefe de Gobierno de la República de Albania.
El primer ministro es el ministro más antiguo del gabinete de la rama ejecutiva del gobierno en el sistema parlamentario albanés. El poder ejecutivo recae en el Consejo de Ministros (gabinete). El Presidente del Consejo [primer ministro] es nombrado por el Presidente; Los ministros son nombrados por el presidente sobre la base de la recomendación del primer ministro. 
El Parlamento debe dar la aprobación final de la composición del Consejo. El Consejo es responsable de llevar a cabo tanto en las políticas nacionales como extranjeras. Dirige y controla las actividades de los ministerios y otros órganos del Estado.
El primer ministro de Albania era Sali Berisha, quien es el que más tiempo ha estado en la actual etapa democrática albanesa, lo fue durante 2 legislaturas completas (la XI y la XII del periodo parlamentario actual de Albania). El actual primer ministro es Edi Rama, desde el 15 de septiembre de 2013, comenzando la XIII legislatura.

## Historia del cargo
Tras la caída del Comunismo en 1991, las Repúblicas Populares de Europa del Este, entre las que se encuentra Albania, comenzaron a vivir una etapa de democratización.
Así, en 1990 Albania comenzó una transición hacia el capitalismo que coincidió, aparte de con la caída del Bloque Comunista, con la apertura hacia los países vecinos que el gobierno albano de Enver Hoxha había empezado en 1985, aunque en aquel momento solo le había valido para el aislamiento político de Albania.
En 1992 se celebraron en la República de Albania las primeras elecciones multipartidistas del país desde que llegasen al poder los comunistas tras la Segunda Guerra Mundial. Lo que en la práctica terminó de reafirmar la caída del sistema de gobierno comunista en el país.
Desde entonces, Albania ha mantenido un sistema gubernamental de república parlamentaria.
A comienzos del siglo XXI, Albania se ha manifestado constantemente en su anhelo de pertenecer a la Unión Europea; sin embargo, a diferencia de con el Consejo de Europa y de la OTAN donde aceptaron a Albania nada más adoptar el sistema parlamentario, las exigencias para ingresar en la Unión Europea han impedido que Albania pertenezca a la unión hasta ahora.

## Primeros ministros que siguen vivos
| Nombre           | Fecha en el cargo        | Fecha de nacimiento      |
| ---------------- | ------------------------ | ------------------------ |
| Fatos Nano       | 1991 1997–1998 2002–2005 | 16 de septiembre de 1952 |
| Ylli Bufi        | 1991                     | 25 de mayo de 1948       |
| Vilson Ahmeti    | 1991–1992                | 1951                     |
| Aleksandër Meksi | 1992–1997                | 8 de marzo de 1939       |
| Pandeli Majko    | 1998–1999 2002           | 15 de noviembre de 1967  |
| Ilir Meta        | 1999–2002                | 24 de marzo de 1969      |
| Sali Berisha     | 2005–2013                | 15 de octubre de 1944    |